# El Tambor, Puebla
El Tambor är en ort i Mexiko.   Den ligger i kommunen Jalpan och delstaten Puebla, i den sydöstra delen av landet, 170 km nordost om huvudstaden Mexico City. El Tambor ligger 301 meter över havet och antalet invånare är 114.
Terrängen runt El Tambor är huvudsakligen kuperad. El Tambor ligger nere i en dal. Runt El Tambor är det tätbefolkat, med 297 invånare per kvadratkilometer. Närmaste större samhälle är Xicotepec de Juárez, 16,3 km sydväst om El Tambor. I omgivningarna runt El Tambor växer huvudsakligen savannskog.